# Lưu huỳnh monoxide
Lưu huỳnh monoxide là một hợp chất vô cơ với công thức hóa học SO. Nó chỉ được tìm thấy dưới dạng khí loãng. Khi cô đọng hoặc ngưng tụ, nó chuyển thành S2O2 (disulfur dioxide). Nó đã được phát hiện trong không gian nhưng hiếm khi gặp ở trạng thái tinh khiết.

## Cấu trúc và liên kết
Phân tử SO có trạng thái ba trạng thái tương tự như O2, nghĩa là mỗi phân tử có hai electron không tương xứng. Chiều dài liên kết S–O là 148,1 pm tương tự như trong các oxide lưu huỳnh thấp hơn (ví dụ: S8O, S–O = 148 pm) nhưng dài hơn liên kết S–O trong khí S2O (146 pm), SO2 (143,1 pm) và SO3 (142 pm).
Các phân tử được kích thích với bức xạ hồng ngoại gần với trạng thái đơn cực (không có electron không tương xứng). Trạng thái singlet được cho là có phản ứng mạnh hơn trạng thái ba cực của trạng thái cơ bản, giống như phản ứng oxy đơn hơn phản ứng hơn oxy ba lần.

## Sản xuất và phản ứng
Sản xuất SO như là một chất tinh khiết trong tổng hợp hữu cơ bằng việc sử dụng các hợp chất có thể "đẩy ra" SO. Ví dụ bao gồm phân hủy của một phân tử ethylene episulfoxide tương đối đơn giản, cũng như các ví dụ phức tạp hơn, chẳng hạn như một trisulfide oxide, C10H6S3O.
C2H4OS → C2H4 + SO.
Phân tử SO là không ổn định về nhiệt động lực, chuyển đổi sang S2O2. SO chèn vào alken, alkyn và dien tạo ra các phân tử với ba vòng thành phần có chứa lưu huỳnh.

## Các biện pháp an toàn
Do sự xuất hiện hiếm hoi của lưu huỳnh trong khí quyển và sự ổn định kém; rất khó để xác định đầy đủ các mối nguy hiểm của nó. Nhưng khi ngưng tụ và đầm chặt, nó tạo thành disulfur dioxide, tương đối độc và ăn mòn. Hợp chất này cũng rất dễ cháy (khả năng cháy giống như khí methan) và khi bị đốt cháy tạo ra lưu huỳnh dioxide, một loại khí độc.

## Disulfur dioxide

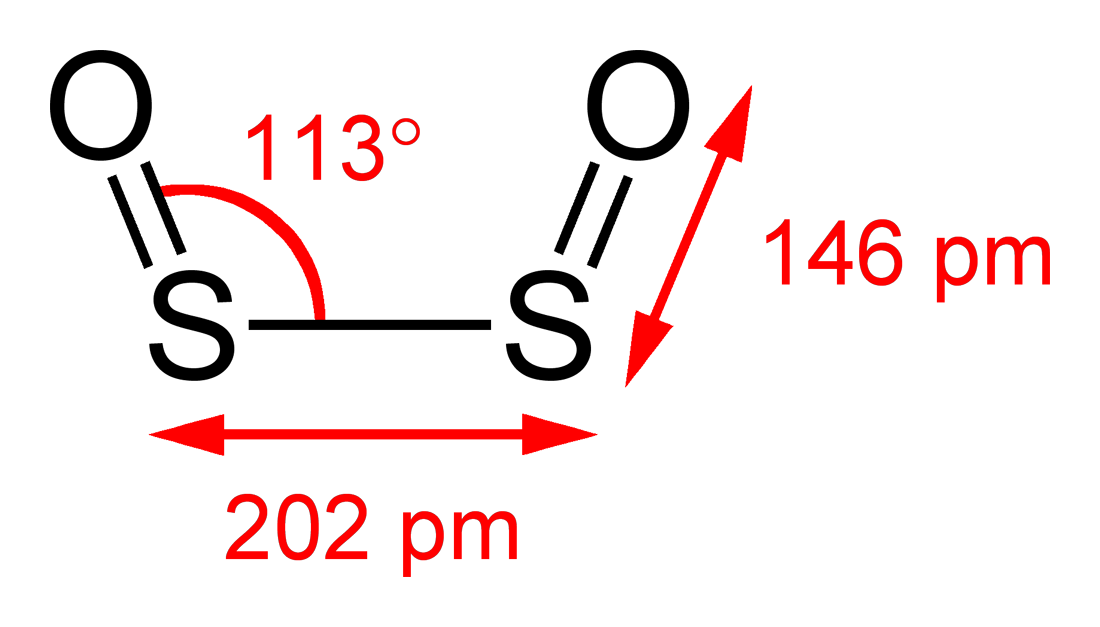
Cấu trúc của disulfur dioxide, S_{2}O_{2}.

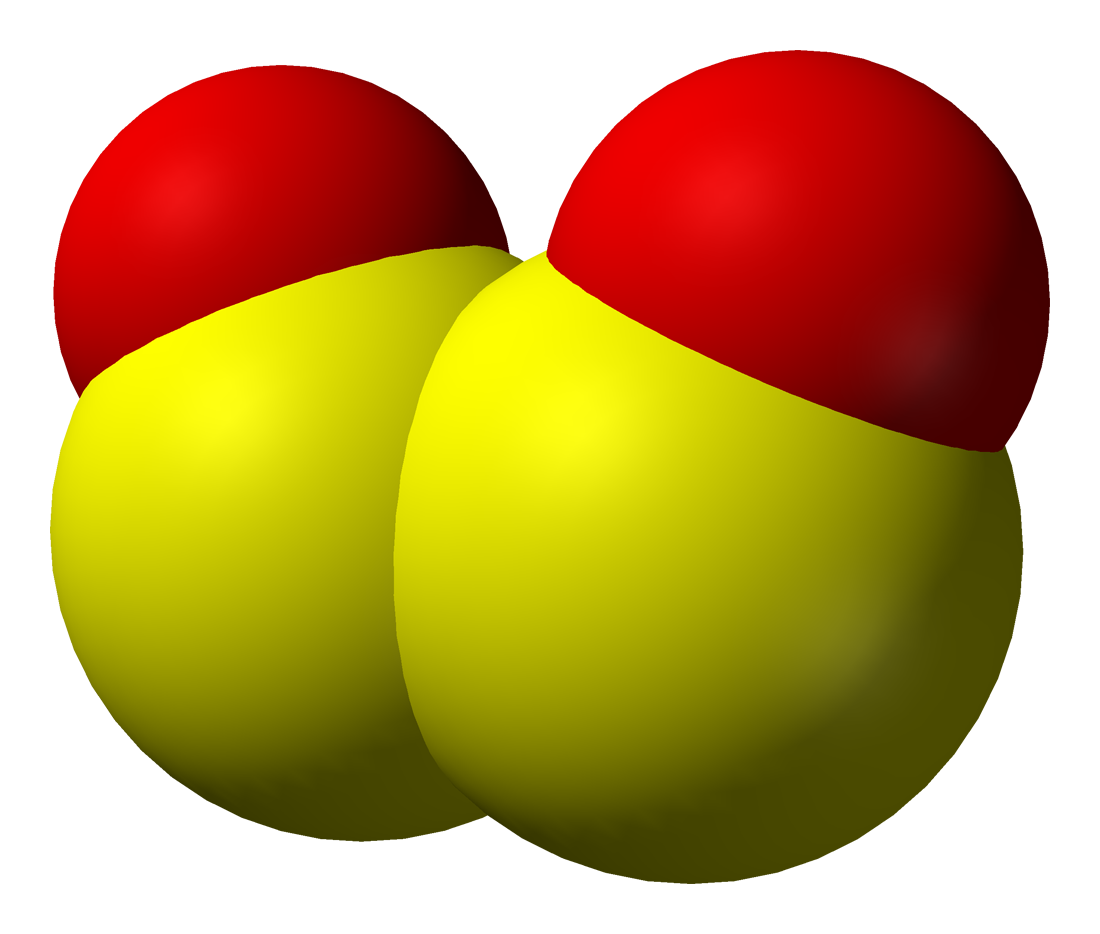
Mô hình space-filling của phân tử disulfur dioxide.

SO dễ chuyển thành disulfur dioxide S2O2. Disulfur dioxide là phân tử phẳng với độ đối xứng C2v. Chiều dài liên kết S–O là 145,8 pm, ngắn hơn trong monomer, và độ dài liên kết S–S là 202,45 pm. Góc O–S–S là 112,7°. S2O2 có mômen lưỡng cực là 3,17 D.